# 안 베르농

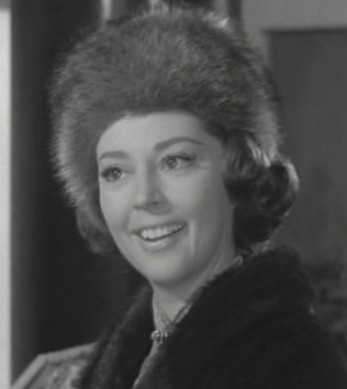

안 베르농(프랑스어: Anne Vernon, 1924년 1월 7일 ~ )은 프랑스의 배우이다.
생드니에서 태어났다. 본명은 에디트 앙투아네트 알렉상드린 비뇨(Édith Antoinette Alexandrine Vignaud)다.

## 영화
- 떼레즈와 이자벨 (1968년)
- 쉘부르의 우산 (1964년) - 에머리 부인 역
- 로베라의 장군 (1959년)
- 타임 밤 (1953년)
- 에스트라파드 거리 (1953년)
- 레이스의 대학살 (1952년)
- 에드워드와 케롤라인 (1951년)